# جائزة الولايات المتحدة الكبرى 1962
جائزة الولايات المتحدة الكبرى 1962 هو سباق فورمولا 1 أقيم بتاريخ 7 أكتوبر 1962 في نيويورك. كان الثامن من أصل 9 في بطولة العالم لسباقات الفورمولا واحد موسم 1962. فاز به البريطاني جيم كلارك بينما حل ثانيا غراهام هيل وثالثا بروس ماكلارين.